# Дягель болотяний
Дягель болотяний (Angelica palustris), або маточник болотний (Ostericum palustre) — вид рослин родини окружкові (Apiaceae), поширений у центральній і східній Європі, й у західній Азії.

## Опис
Дворічна трав'яниста рослина 50–80 см заввишки. Стебло порожнисте, кутасто-борозенчасте. Стеблові листки в числі 2–4, великі, широко трикутні; пластинки їх колінчасто вниз вигнуті, двічі-тричі перисторозсічені, з яйцюватими, велико пильчастими частками; верхні листки з розширеними піхвами, відхиленими від стебла. Зонтики 5–7 см в діаметрі, з 8–30 променями. Плоди овально-довгасті, 4–5 мм завдовжки.

## Поширення
Поширений у центральній і східній Європі, й у західній Азії (Алтай, Сибір, Казахстан).
В Україні зростає на болотах, в заплавних лісах — в Поліссі, Лісостепу, звичайний; в Степу, рідше (по Сів. Донцю і Дніпрі з притоками).

## Охорона
Стан більшості природних популяцій виду в межах ареалу залишається неясним. Саме тому він, згідно з Червоним списком МСОП, отримав охоронний статус «брак даних про вид». Але в окремих регіонах спостерігається тенденція до зниження чисельності популяції виду, що потребує запровадження охоронних заходів. Тому, дягель болотяний занесений до Додатку І Бернської конвенції (охоронна категорія: вид підлягає особливій охороні), Резолюції 6 цієї ж конвенції (охоронна категорія: вид потребує спеціальних заходів збереження його оселищ) та Директиви Європейського Союзу 92/43/ЄС «Про збереження природних оселищ та видів природної фауни і флори» (Додаток II. Види рослин і тварин, що становлять особливий інтерес для Європейського Союзу, збереження яких потребує створення територій особливої охорони).

## Галерея

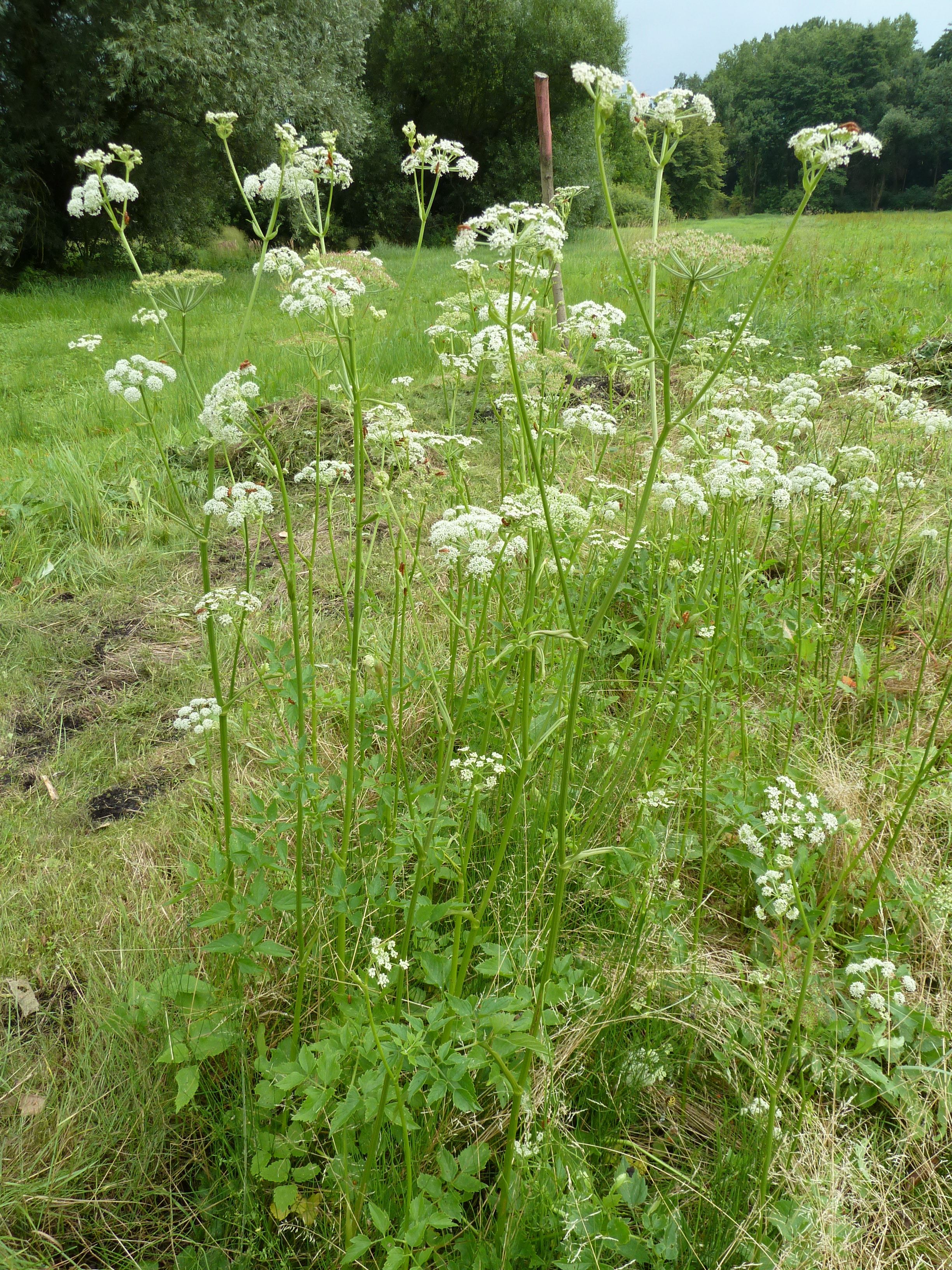
рослина
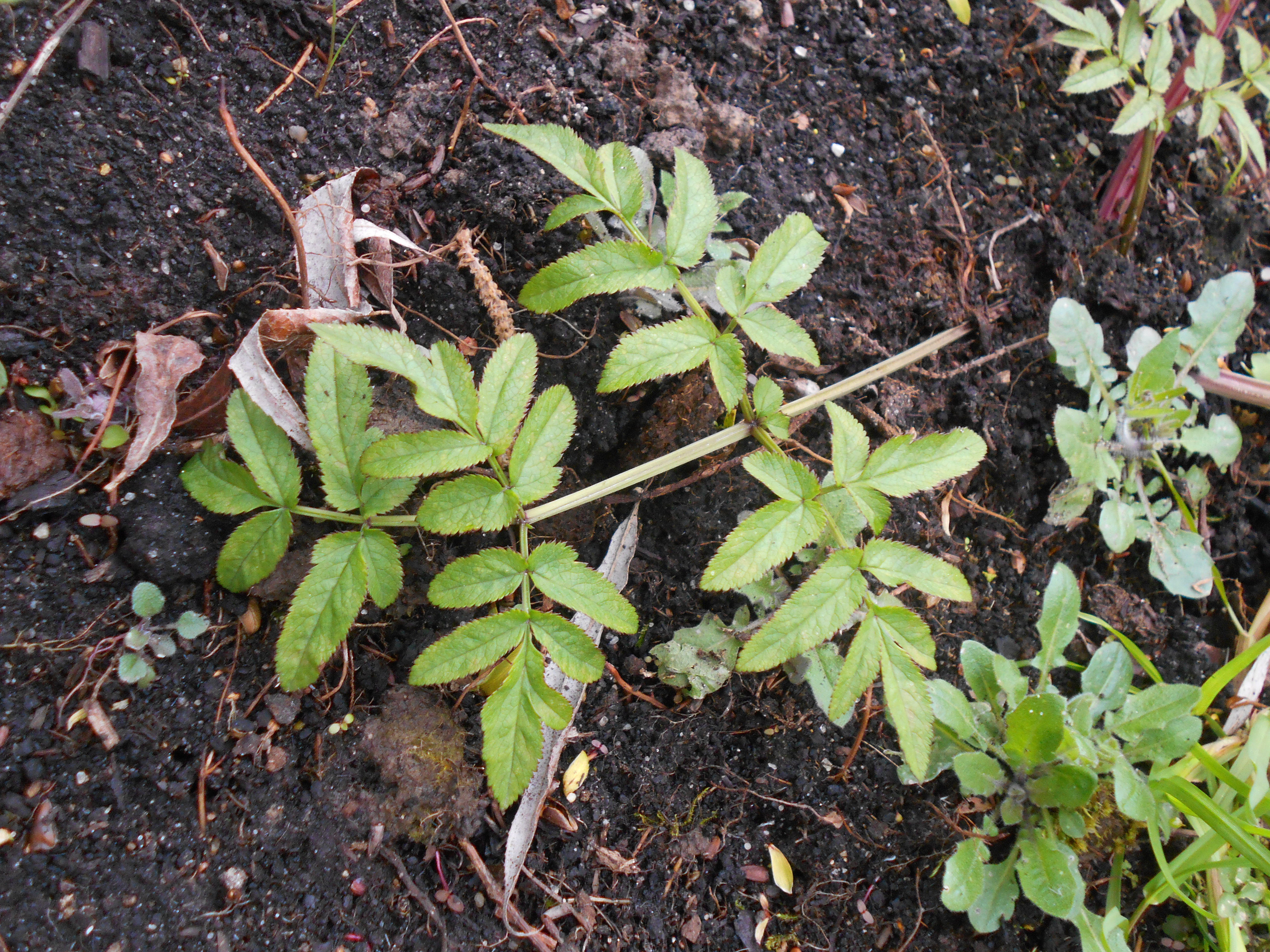
листя